# Ommatius chiastoneurus
Ommatius chiastoneurus är en tvåvingeart som beskrevs av Speiser 1910. Ommatius chiastoneurus ingår i släktet Ommatius och familjen rovflugor.
Artens utbredningsområde är Tanzania. Inga underarter finns listade i Catalogue of Life.